# Portugiesische Badmintonmeisterschaft 1965
Die Portugiesische Badmintonmeisterschaft 1965 fand in Lissabon statt. Es war die siebente Austragung der nationalen Titelkämpfe in Portugal.

## Titelträger
| Disziplin    | Sieger                      |
| ------------ | --------------------------- |
| Herreneinzel | José Novais                 |
| Dameneinzel  | Isabel Rocha                |
| Herrendoppel | Rui Damásio Mário Mateus    |
| Damendoppel  | Isabel Pinto Isabel Rocha   |
| Mixed        | Fernando Pinto Peggy Brixhe |